# Interstate 110 (Floride)
Pour l’article homonyme, voir Interstate 110.
L'Interstate 110 (Floride) est une Interstate highway située dans le Nord-Ouest de la Floride. Elle relie l'Interstate 10 au centre-ville de Pensacola. Elle mesure 6,34 miles (10,2 km). Elle est également connue comme la Reubin O'Donovan Askew Parkway en honneur de l'ancien gouverneur de Floride originaire de Pensacola.

## Description du tracé
L'I-110 compte six échangeurs. Contrairement aux autres autoroutes de Floride, sa numérotation demeure séquentielle alors que les autres présentent une numérotation en fonction du nombre de miles parcourus depuis le terminus.
L'autoroute commence à la sortie 1A à 1C, un échangeur donnant accès à Gregory Street, Chase Street (US 98) et Garden Street (US 98 Business), adjacent à Pensacola Bay Center. La sortie 2 connecte l'I-110 à la Cervantes Street (US 90 / US 98. La sortie 3 permet l'accès à Maxwell Street ainsi qu'à Jordan Street. L'I-110 est surélevée sur des viaducs séparés pour traverser le centre-ville de Pensacola.

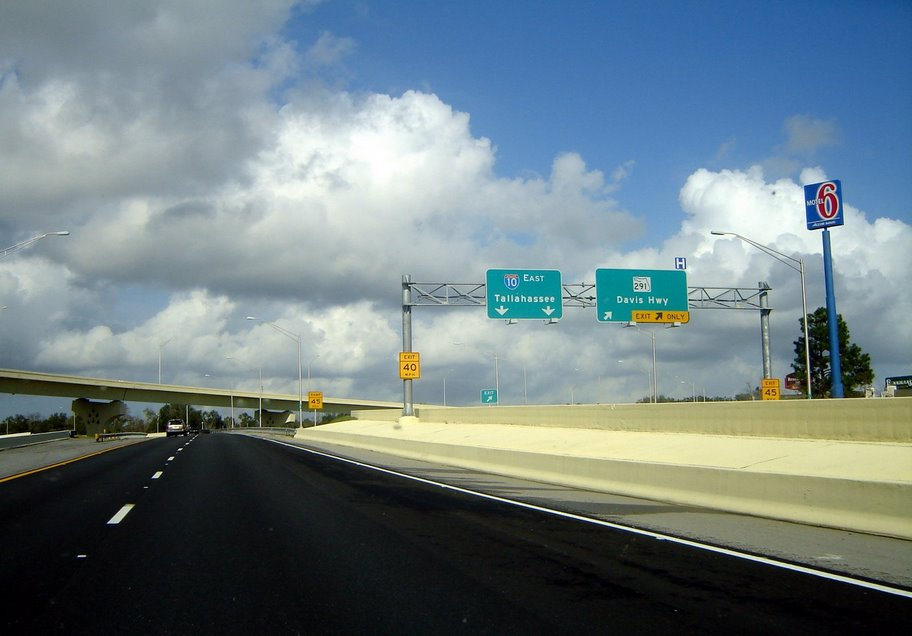
L'I-110 près de son terminus à l'I-10

La sortie 4 permet d'accéder à Fairfield Drive. Au nord, il y a la sortie 5, un échangeur avec Brent Lane (SR 296) et Airport Boulevard (SR 750).
Le terminus nord de l'I-110 est à la jonction avec l'I-10. Un échangeur permet de relier les deux autoroutes.

## Histoire
L'I-110 a été complétée entre l'I-10 et la SR 295 en 1965.Une extension a été ajoutée en 1969 jusqu'à Maxwell Street. En 1978, l'I-110 a été prolongée vers le sud jusqu'à son terminus actuel au centre-ville de Pensacola. L'autoroute originale avait quatre voies dans son entièreté.
Dans les années 1990, il y a eu des discussions pour prolonger l'I-110 au nord jusqu'à US 90 et peut-être même aussi loin qu'à l'I-65 dans le sud-ouest de l'Alabama. Cependant, des raisons politiques et financières ont mis un terme à ce projet.
Entre 2004 et 2009, l'I-110 a été reconstruite et on lui ajouta une voie entre l'I-10 et Maxwell Street. La reconstruction de l'autoroute ajoute un accès pour Airport Boulevard via des modifications d'échangeurs existants. L'échangeur avec l'I-10 a également été reconstruit.

## Liste des sorties
| Interstate 110    |              |      |       |        | |                                               |
| Comté             | Municipalité | mi   | km    | Sortie | Intersections / Destinations                                                                       | Notes                                         |
| Escambia          | Pensacola    | 0,00 | 0,00  | 1A     | Gregory Street Ouest, Pensacola Bay Center                                                         | Sortie direction sud, entrée direction nord   |
| Escambia          | Pensacola    | 0,00 | 0,00  | 1B     | US 98 (Chase Street) vers Gregory Street Est – Plages, Gulf Breeze, Gulf Islands National Seashore | Sortie direction sud, entrée direction nord   |
| Escambia          | Pensacola    | 0,00 | 0,00  | 1C     | Garden Street – Quartier historique                                                                | Sortie direction sud                          |
| Escambia          | Pensacola    | 0,53 | 0,85  | 2      | US 90 (Cervantes Street / US 98)                                                                   | Sortie direction sud, entrée direction nord   |
| Escambia          | Pensacola    | 1,47 | 2,36  | 3r     | Maxwell Street / Jordan Street                                                                     | Sortie direction sud, entrée direction nord   |
| Escambia          | Pensacola    | 2,69 | 4,33  | 4      | SR 295 (en) (Fairfield Drive)                                                                      |                                               |
| Escambia          | Brent        | 4,15 | 6,67  | 5      | SR 296 (en) (Brent Lane) / Airport Boulevard                                                       | Dessert l'aéroport international de Pensacola |
| Escambia          |              | 6,34 | 10,21 | 6      | I-10 vers SR 291 (en) (Davis Highway) – Tallahassee, Mobile                                        | Terminus nord; sortie 12 de l'I-10            |
| - Accès incomplet |              |      |       |        | |                                               |